# Djuro Hranić

Wappen von Đuro Hranić

Djuro Hranić (* 20. März 1961 in Cerić bei Nuštar, SR Kroatien, Jugoslawien) ist ein kroatischer Geistlicher und römisch-katholischer Erzbischof von Đakovo-Osijek.

## Leben
Djuro Hranić besuchte die Grundschule in seiner Ortsgemeinde Cerić. Das Gymnasium in 1975 bis 1977 in Osijek. Danach setzte er seine Schulausbildung am bischöflichen Gymnasium Josip Juraj Strossmayer in Đakovo fort, ebenda erlangte er im Jahre 1979 seine Matur. Sein Theologie- und Philosophiestudium absolvierte er erfolgreich bis 1986 in Đakovo. 1987 setzte er im Fachgebiet der Dogmatik sein Studium an der Päpstlichen Universität Gregoriana fort und erlangte im Jahre 1993 sein Doktorat im Fachgebiet der theologischen Dogmatik. Am 29. Juni 1986 empfing er in seinem Heimatbistum Đakovo und Syrmien die Priesterweihe.
Er war von 1986 bis 1987  Gemeindevikar in Osijek,  Von 1993 bis 1996 wurde Hranićmit der Aufgabe des Präfekten im Priesterseminar von Đakovo beauftragt. Als Professor im Fachgebiet Dogmatik lehrt er seit dem Jahre 1993 an der katholischen Fakultät in Đakovo und fungierte als Assistent für die katholischen Laien. Seit 1997 ist er stellvertretender Dozent für das Fachgebiet der Theologie in Đakovo. 1998 übernahm Hranić die Aufgabe des Sekretärs bei der zweiten Synode im Bistum Đakovo und Syrmien. Seit 2000 ist Djuro Hranić Dozent im Fachgebiet der Dogmatik an der katholischen Fakultät zu Zagreb. Seit 1994 ist er im Presbyterium des Bistums Đakovo und Syrmien. Ab 2000 ist Hranić im konsultatorischen Rat des Bistums Đakovo und Syrmien tätig. In der kroatischen Bischofskonferenz ist er für die katholischen Laien aktiv.
Seit 1994 ist er Chefredakteur der Bistumszeitschrift Vjesnik Đakovačke i Srijemske biskupije („Kurier des Bistums Đakovo und Syrmien“).
Papst Johannes Paul II. ernannte Djuro Hranić am 5. Juli 2001 zum Weihbischof im Bistum Đakovo und Syrmien und zum Titularbischof von Gaudiaba. Die Bischofsweihe spendete ihm am 22. September 2001 sein Heimatbischof Marin Srakić, Mitkonsekratoren waren der Erzbischof von Zagreb Josip Bozanić und Erzbischof Giulio Einaudi, der Apostolische Nuntius in Kroatien.
Am 18. April 2013 ernannte Papst Franziskus Hranić zum Erzbischof von Đakovo-Osijek.